# Marie McCray
Pour les articles homonymes, voir McCray.
Marie McCray, née le 21 mai 1985 à Indianapolis, est une actrice pornographique américaine.

## Biographie

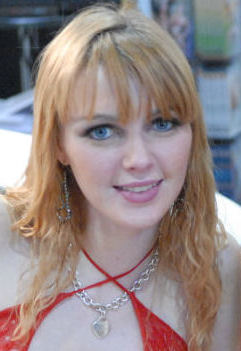
Marie McCray en 2008.

Elle est née à Indianapolis dans l'Indiana. Elle débute comme modèle à l'âge de seize ans et débute comme modèle nue à dix-huit ans. Elle débute dans l'industrie cinématographique pour adultes à l'âge de vingt deux ans. Elle a étudié à l'université Purdue.

## Distinctions
Nominations
- 2008 CAVR Award – Starlet of Year[2]
- 2009 AVN Award – Best Actress of the Year – Angel Face[3]
- 2011 AVN Award – Most Outrageous Sex Scene – Rocco's Bitch Party 2
- 2012 AVN Award – Best Group Sex Scene - Orgy : The XXX championship
- 2013 XBIZ Award – Best Actress - Feature Movie – Revenge of the Petites
- 2013 AVN Award – Best Solo Sex Scene – Revenge of the Petites
- 2014 XBIZ Award – Best Actress - Couples Themed Release - Truth Be Told[4]

## Filmographie sélective
- 2007 : Handjobs Across America 24
- 2008 : Double Krossed
- 2008 : Mother-Daughter Exchange Club 1
- 2009 : Mother-Daughter Exchange Club 6
- 2009 : The Violation of Kylie Ireland
- 2010 : Snap
- 2010 : ATK Scary Hairy 10
- 2011 : Orgy : The XXX championship
- 2011 : Celeste Star's The Teen Hunter
- 2012 : Molly's Life 17
- 2012 : Cheer Squad Sleepovers 3
- 2012 : Dani Daniels' Fantasy Girls
- 2013 : Lick My License
- 2013 : Lesbian House Hunters 8
- 2014 : Me and My Girlfriend 9
- 2015 : She Loves The Pussy
- 2016 : Women Seeking Women 136
- 2017 : Lesbian Art of Seduction
- 2018 : Zoey Holloway and Her Girlfriends